# Kłoda (województwo dolnośląskie)
Kłoda – wieś w Polsce położona w województwie dolnośląskim, w powiecie głogowskim, w gminie Żukowice.

## Podział administracyjny
W latach 1975–1998 miejscowość administracyjnie należała do województwa legnickiego.

## Zabytki
Do wojewódzkiego rejestru zabytków wpisany jest obiekt:
- gotycki kościół parafialny pw. Św. Bartłomieja z dzwonnicą, z XIV wieku

inne zabytki:
- spichlerz barokowy z XVIII wieku